# La donna che voglio
La donna che voglio (Mannequin) è un film del 1937 diretto da Frank Borzage.